# Gheorghe Alexandrescu
Gheorghe Alexandrescu (n. 4 noiembrie 1912, București, România – d. 29 iulie 2005, București, România) a fost un scriitor și politician român.

## Biografie
Doctor în drept "Magna cum laude" în 1939 Roma, Italia, Gheorghe Alexandrescu a fost întreaga viață un neînfricat luptator pentru dreptate și adevăr. În anul 1987 în plină dictatură comunistă, a editat clandestin un ziar ștafetă prin care cerea: libertatea de exprimare, alegeri libere, pluralism politic, restituirea proprietăților confiscate de comuniști și jos comunismul! Urmărit și prins de fosta securitate a fost anchetat și arestat, confiscândui-se la pechezițiile care i s-au făcut la domiciliu o serie de manuscrise: Înflorirea omenirii - scrisă în 1981 - 620 pagini; Marea problemă a anilor două mii - scrisă în 1984 - 488 pagini.
După căderea regimului comunist în 1989, a fost printre primii semnatari pentru reînființarea PNL (Partidului Național Liberal) fiind anterior membru PNL 1934 - 1947.
A scris câteva cărți, și numeroase articole publicate în ziare din România și SUA.

## Publicații
Autorul a avut o eclipsă publicistică de 51 de ani, fiind urmarit de securitate, iar când a încercat să scrie i s-au confiscat manuscrisele. Cu toate acestea autorul a scris urmatoarele cărți:
- Corporativismul Italian – Editura Casa Scoalelor, București, 1940
- Înflorirea Omenirei – 620 pag, București, 1981- manuscris confiscat de fosta securitate
- Marea problemă a anilor doua mii - 488 pag, București, 1984 - manuscris confiscat de fosta securitate
- Recuperarea avuției naționale acaparată de comunism – Editura Speranta, București, 1991
- Cele două cancere ale omenirei și Dacia Felix - București 1997